# سرعة التقارب
في التحليل العددي، السرعة التي تقترب بها متتالية متقاربة ما من نهايتها تسمى سرعة التقارب (بالإنجليزية: Rate of convergence)‏.

## أمثلة
- صيغة فييت، والتي هي جداء غير منته يعطي قيمة ل π، هي مثال عن المتسلسلات ذات سرعة تقارب بطيئة جدا. اخترع فييت هذه الصيغة في نهاية القرن السادس عشر.
- صيغة لايبنتس ل π هي مجموع غير منته أخترعه عالم الرياضيات الألماني لايبنتس يعطي أيضا قيمة مقربة من π. هذه الصيغة هي مثال ثان عن المتسلسلات ذات سرعة تقارب بطيئة جدا من نهايتها. اخترع لايبنتس هذه الصيغة في عام 1676.